# 充州 (武德)
充州，中国唐朝设置的州。
武德三年（620年），以牂牁蛮别部置，治所在今贵州省石阡县西南。属黔中道。辖境相当今贵州省江口、岑巩、三穗、镇远、施秉、余庆、石阡等县地。下辖梓姜县（今贵州省施秉县）、牂柯县（今贵州省瓮安县草塘镇）、思渝县（今贵州省石阡县中坝镇）、辰水县（今贵州省江口县闵孝镇罗江村）、平蛮县（今贵州省贵定县）、韶明县（今贵州省福泉市牛场镇）、东停县（今贵州省黄平县）、东陵县（今贵州省福泉市城厢镇）。牂柯县改属牂州。武德四年（621年）平蛮县、韶明县、东停县、东陵县改属矩州。贞观二十一年（647年）到龙朔三年（663年）设立充州都督府。垂拱三年（687年）设渭阳县（今贵州省江口县），改属锦州。开元以后改为羁縻州，首领为东谢。建中四年（783年），改治思渝县，梓姜县改属奖州，首领改为赵氏。南宋后废。